# جون شيروود
جون شيروود (بالإنجليزية: John Sherwood)‏ هو منافس ألعاب قوى بريطاني، ولد في 4 يونيو 1945 في Selby ‏ في المملكة المتحدة.

## وصلات خارجية
- جون شيروود على موقع الاتحاد الدولي لألعاب القوى (الإنجليزية)
- جون شيروود على موقع اللجنة الأولمبية الدولية (الإنجليزية)
- جون شيروود على موقع أوليمبيديا (الإنجليزية)
- جون شيروود على موقع اتحاد ألعاب الكومنولث (مؤرشف) (الإنجليزية)